# Хачатурян, Арам Ильич
Ара́м Ильи́ч Хачатуря́н (Хачатря́н) (арм. Արամ Եղիայի Խաչատրյան; 24 мая [6 июня] 1903, Тифлис[…] или Коджори, Тифлисская губерния — 1 мая 1978[…], Москва[…]) — армянский советский композитор, дирижёр, педагог, музыкально-общественный деятель.
Герой Социалистического Труда (1973). Народный артист СССР (1954) Лауреат Ленинской премии (1959), четырёх Сталинских премий (1941, 1943, 1946, 1950), Государственной премии СССР (1971) и Государственной премии Армянской ССР.
Некоторые исследователи характеризуют его как одного из столпов армянской и советской композиторской школы.
Автор трёх балетов, трёх симфоний, шести концертов, произведений вокальной, хоровой, инструментальной и программной музыки, музыки к кинофильмам и театральным постановкам, а также музыки Государственного гимна Армянской ССР (1944).

## Биография
Родился 24 мая (6 июня) 1903 года в селе Коджори (ныне в составе муниципалитета Тбилиси) (по другим источникам в — Тифлисе) в армянской семье. Был четвёртым сыном в семье переплётчика Ильи (Егия) Хачатуряна и Кумаш Саркисовны.
В 1911—1913 годах учился в частном пансионе С. В. Аргутинской-Долгоруковой, в 1913—1921 — в коммерческой школе. С детства любил музыку, в школьной капелле играл на фортепиано, горне и тубе, но родители не одобряли его увлечение, и серьёзно заняться музыкой он смог лишь в 19 лет.
Рос в многоязычной музыкальной атмосфере старого Тифлиса среди инструментальных ансамблей сазандаров (тар, каманча, дап), городских песен и романсов. Его первым учителем музыки был композитор Мушег Агаян. В своих воспоминаниях Арам Хачатурян писал:

Я рос в атмосфере богатейшего народного музыкального быта, жизнь народа, его празднества, его обряды, горести, радости, красочные звучания армянских, азербайджанских и грузинских напевов в исполнении народных певцов и инструменталистов — все эти впечатления юных лет глубоко запали в мое сознание.

В 1921 году 18-летний Арам вместе с группой армянской молодёжи приехал в Москву, где уже давно жил и работал его старший брат, Сурен Хачатурян, театральный режиссёр. Он поступил на подготовительные курсы Московского университета. В 1922 году стал студентом биологического отделения физико-математического факультета МГУ и Третьего показательного государственного музыкального техникума имени Гнесиных (ныне Музыкальное училище имени Гнесиных), где обучался игре на виолончели (преподаватель С. Ф. Бычков, затем Андрей Борисяк) и фортепиано, брал уроки композиции. В 1925 году начал заниматься композицией в классе Михаила Гнесина, занятия в университете прекратил. Окончил техникум в 1929 году. В эти же годы впервые в жизни оказался на симфоническом концерте и был потрясён музыкой Бетховена и Рахманинова. «Танец для скрипки и фортепиано» стал первой работой композитора.

«Как и все скрипачи, я не могу не гордиться, что первый творческий опус Арама Хачатуряна — его Танец си-бемоль мажор — был написан для скрипки, которую талантливый композитор чувствует как подлинный мастер — виртуоз и вдохновенный художник»— Давид Ойстрах о Хачатуряне.
В 1926—1928 годах работал в Московском доме культуры Армении, где заведовал музыкальной частью 2-й армянской драматической студии под руководством Рубена Симонова.
В 1929 году поступил в Московскую консерваторию, где учился по классу композиции сначала у Гнесина, затем у Николая Мясковского; его наставниками по инструментовке были Рейнгольд Глиэр и Сергей Василенко. В 1934 году с отличием окончил консерваторию и следующие два года совершенствовался там же в аспирантуре у Мясковского.
Ещё к студенческим годам относятся такие его произведения, как Песня-поэма для скрипки с фортепиано (1929), Сюита для альта и фортепиано (1929), Токката для фортепиано (1932), трио для фортепиано, скрипки и кларнета (1932). Далее композитор создал, ориентируясь на традиции русской школы, Первую симфонию (1934), концерты с оркестром для фортепиано (1936), скрипки (1940), виолончели (1946). А затем — в 1960-е годы — для тех же солирующих инструментов написал новый триптих — концерты-рапсодии (для скрипки — 1961, для виолончели — 1963, для фортепиано — 1968). Наиболее исполняема его симфония — Вторая (1944) — «Симфония с колоколом». Третья симфония (1947) получила название «Симфонии-поэмы». Среди фортепианных сочинений заметны Сонатина (1959), Соната (1961, изданы две редакции), а также Три пьесы (сюита) для двух фортепиано (1945). В последние годы жизни композитор написал три сольные сонаты для струнных инструментов: скрипки, альта и виолончели.
В 1939 году сочинил первый армянский балет «Счастье». Но недостатки либретто балета вынудили переписать большую часть музыки. В результате вся партитура «Счастья», по образному выражению самого автора, была им «раскулачена». Завершилось всё созданием балета «Гаянэ» в годы войны. Вот как вспоминает об этом периоде композитор:

Жил я в Перми на 5-м этаже в гостинице «Центральная». Когда я вспоминаю это время, я снова и снова думаю, как трудно тогда приходилось людям. Фронту требовались оружие, хлеб, махорка… А в искусстве — пище духовной, нуждались все — и фронт, и тыл. И мы — артисты и музыканты это понимали и отдавали все свои силы. Около 700 страниц партитуры «Гаянэ» я написал за полгода в холодной гостиничной комнатушке, где стояли пианино, табуретка, стол и кровать. Мне тем более это дорого, что «Гаянэ» — единственный балет на советскую тему, который не сходил со сцены четверть века…

Премьера балета состоялась зимой — 9 декабря 1942 года эвакуированным в Пермь Ленинградским театром оперы и балета имени С. М. Кирова. В следующем году балет был удостоен Сталинской премии первой степени, одной из самых высоких наград того времени в сфере культуры. «Танец с саблями» из «Гаяне» принёс композитору всемирную славу.
В годы войны работал на Всесоюзном радио, писал патриотические песни и марши.
В 1944 году стал автором музыки гимна Армянской ССР.
Сильнейшим потрясением для композитора стало постановление Политбюро ЦК ВКП(б) Об опере «Великая дружба», в котором его творчество, наряду с творчеством Сергея Прокофьева и Дмитрия Шостаковича, было отнесено к формалистическим проявлениям в искусстве. Композитор, по существу, замолк на много лет.
Балет «Спартак» стал величайшей работой композитора после войны. Партитура балета была завершена в 1954 году, а в декабре 1956 года состоялась премьера. С этого времени «Спартак» прочно вошёл в репертуар балетных трупп и показывался на крупнейших сценах мира. Его ставили Леонид Якобсон, Игорь Моисеев, Юрий Григорович, Евгений Чанга и другие балетмейстеры.

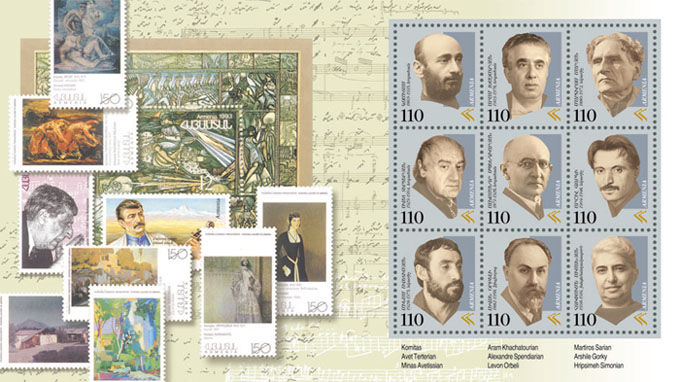
Комитас, Хачатурян, Сарьян, Тертерян, Спендиарян, Горки, Аветисян, Орбели, Симонян

Одновременно работал в театре и кино; он написал музыку более чем к 20 кинофильмам, в их числе «Зангезур», «Пепо», «Владимир Ильич Ленин», «Русский вопрос», «Секретная миссия», «У них есть Родина», «Адмирал Ушаков», «Джордано Бруно», «Отелло», «Сталинградская битва». В 1930—1950-х годах написал музыку к спектаклям «Макбет» в Малом театре (1955) и «Король Лир» в Театре им. Моссовета (1958); широко известна его музыка к спектаклю Театра им. Е. Вахтангова «Маскарад», созданная в 1941 году.
Среди интерпретаторов его музыки — Давид Ойстрах, Мстислав Ростропович, Яков Слободкин, Лев Оборин, Яков Флиер, Ван Клиберн, Наталья Шаховская, Николай Петров, Мура Лимпани и другие.
С 1950 года часто выступал как дирижёр, гастролировал с авторскими концертами во многих городах СССР и за рубежом, в том числе дирижировал исполнением собственных произведений в Вашингтоне, Нью-Йорке, Париже, Токио и других городах и странах в 1960-е годы.

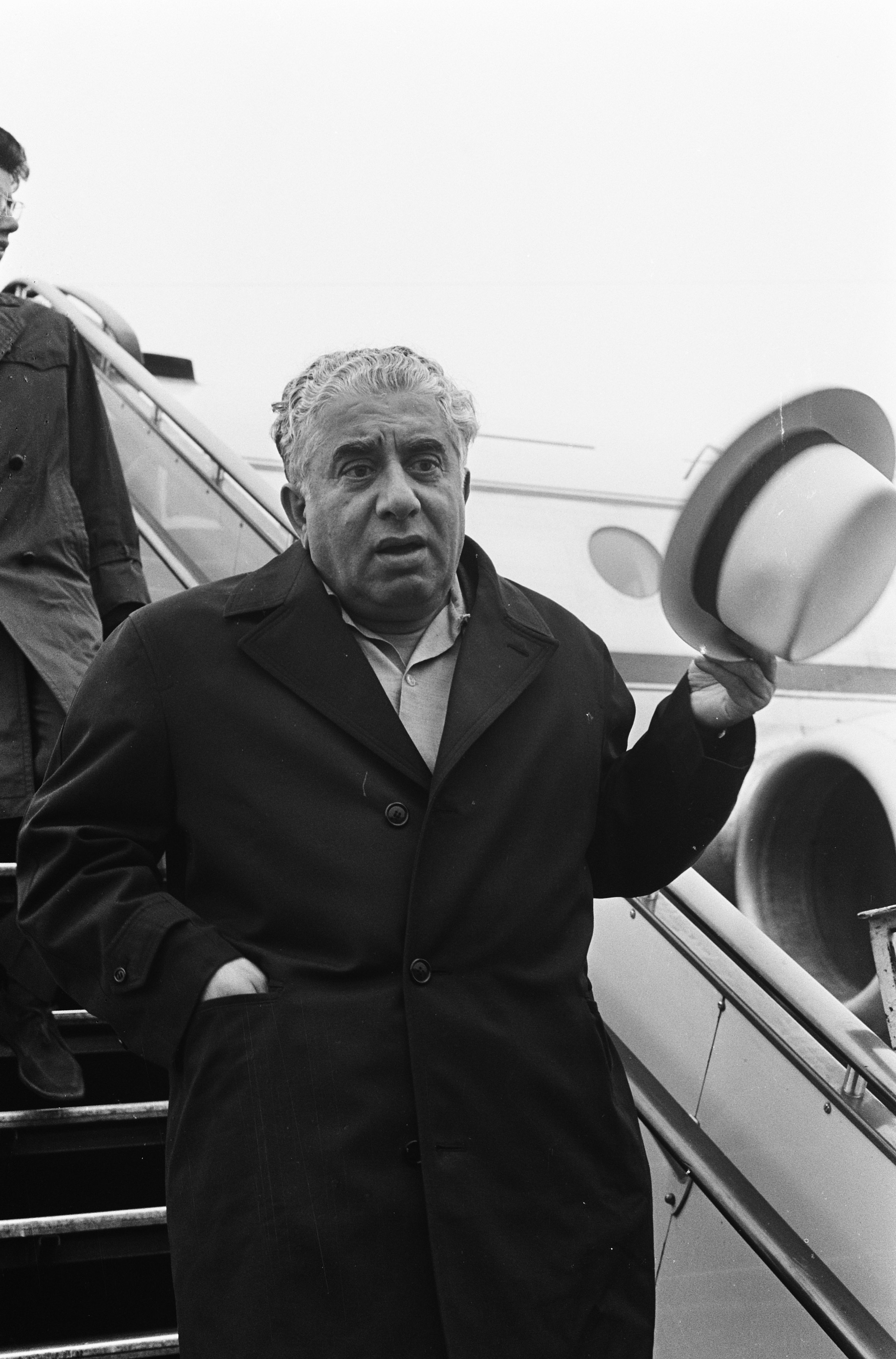
Арам Хачатурян в Амстердаме, 1964

С 1950 года преподавал композицию в Музыкально-педагогическом институте имени Гнесиных (ныне Российская академия музыки имени Гнесиных), а с 1951 — и в Московской консерватории (с 1951 — профессор). В числе его учеников были, в частности, Андрей Эшпай, Ростислав Бойко, Алексей Рыбников, Пётр Белый, Микаэл Таривердиев, Эдуард Хагагортян, Марк Минков, Владимир Дашкевич, Кирилл Волков, Валерий Соколов, Лариса Канукова, Владимир Пожидаев, Эдгар Оганесян, Виктор Екимовский, Нобуа Терахара, Георгс Пелецис, Анатоль Виеру, Рене Ээспере, Толибхон Шахиди, Александр Журбин, Игорь Якушенко, Владимир Рябов, Мурад Ахметов, Александр Харютченко. К «хачатуряновской школе» музыковеды причисляют известных композиторов Армении Арно Бабаджаняна, Александра Арутюняна, Эдварда Мирзояна. Формально они не учились у Хачатуряна, но он пристально следил за их творческими шагами, помогал и поддерживал советами.
Писал статьи для журналов, посвящённых творческой деятельности ряда советских музыкантов; некоторые из них объединены в сборники, в том числе «А. Хачатурян» (М., 1980).
Заместитель председателя Оргкомитета (1939—1948), с 1957 года — секретарь правления Союза композиторов СССР.
Президент Советской ассоциации дружбы и культурного сотрудничества со странами Латинской Америки (с 1958). Член Советского комитета защиты мира (с 1962).
При встрече производил на собеседников поразительное впечатление. «Необыкновенно проницательные большие выпуклые глаза, острый взгляд, огромная „львиная грива“ вьющихся волос, плотное телосложение, ощущение высокого роста на сцене, мудрый, чистый и правильный русский язык, — все это дополняло портрет гения, по которому будут судить о нашем времени в веках».
Член ВКП(б) с 1943 года. Депутат Верховного Совета СССР 5-го созыва и Верховного Совета Армянской ССР 2-го созыва.
Умер 1 мая 1978 года. Похоронен в Пантеоне имени Комитаса в Ереване.

### Семья
Брат — Сурен Хачатурян (1889—1934), театральный деятель, режиссёр. Племянник — Карэн Хачатурян (1920—2011), композитор и педагог. Народный артист РСФСР (1981).
Первая жена — Рамель. Дочь — Нунэ Хачатурян, пианистка.
Вторая жена — Нина Макарова (1908—1976), композитор. Заслуженный деятель искусств РСФСР (1975). Сын — Карен Хачатурян (род. 1940), искусствовед.

## Награды

### Ордена и медали
- Герой Социалистического Труда (1973) — за выдающиеся заслуги в развитии советского музыкального искусства и в связи с семидесятилетием со дня рождения
- Три ордена Ленина (04.11.1939 — «за выдающиеся заслуги в деле развития армянского театрального и музыкального искусства», 1963, 1973)
- Орден Октябрьской Революции (1971)
- Два ордена Трудового Красного Знамени (1945, 1966)
- Медаль «За доблестный труд. В ознаменование 100-летия со дня рождения Владимира Ильича Ленина» (1970)
- Медаль «За оборону Москвы» (1944)
- Медаль «За оборону Кавказа» (1944)
- Юбилейная медаль «Тридцать лет Победы в Великой Отечественной войне» (1975)
- Медаль «За доблестный труд в Великой Отечественной войне» (1945)
- Медаль «В память 800-летия Москвы» (1947)

### Почётные звания
- Заслуженный деятель искусств Армянской ССР (1938)
- Заслуженный деятель искусств РСФСР (1944)
- Народный артист РСФСР (1947)
- Народный артист СССР (1954)
- Народный артист Армянской ССР (1955)[25][28]
- Народный артист Грузинской ССР (1963)
- Заслуженный деятель искусств Узбекской ССР (04.02.1967)[29]
- Народный артист Азербайджанской ССР (1973)
- Почётный гражданин Гюмри (1964)

### Премии
- Сталинская премия второй степени (1941) — за Концерт для скрипки с оркестром[30]
- Сталинская премия первой степени (1943) — за балет «Гаянэ», 100 000 рублей переданы в фонд Главного Командования[31]
- Сталинская премия первой степени (1946) — за Вторую симфонию
- Сталинская премия первой степени (1950) — за музыку к двухсерийному кинофильму «Сталинградская битва»
- Ленинская премия (1959) — за балет «Спартак»[25]
- Государственная премия СССР (1971) — за музыку Триады концертов-рапсодий для скрипки с оркестром; для виолончели с оркестром; для фортепиано с оркестром
- Государственная премия Армянской ССР (1965) — за Рапсодию для виолончели с оркестром

### Иностранные награды
- Орден «Науки и искусства» 1-й степени (1961, ОАР) — за выдающуюся музыкальную деятельность
- Орден Труда 1-й степени (1970, ВНР) — в связи с 25-летием образования Венгерской Народной Республики
- Орден «Кирилл и Мефодий» 1-й степени (1971, НРБ)
- Нагрудный знак «За заслуги перед польской культурой» (1972, ПНР)
- Орден «За культурные заслуги» (1974, СРР)
- Командор ордена Искусств и литературы (1974, Франция). Получил награду под давлением посольства СССР во Франции, не желавшего давать согласие на «выборочное» награждение одного лишь М. Ростроповича, в этот день участвовавшего вместе с А. Хачатуряном в концерте во дворце князя Монако
- Медаль «Папа римский Иоанна XXIII» (1963)
- Памятная медаль в связи с 25-летием восшествия на престол шахиншаха Ирана (1965, Иран)

### Членство в академиях и университетах
- действительный член АН Армянской ССР (1963)
- доктор искусствоведения (1965)[25]
- Почётный академик Национальной академии Святой Цецилии (Accademia Nazionale di Santa Cecilia, 1960)[25]
- Член-корреспондент Академии искусств ГДР (Deutsche Akademie der Künste, 1961)[25]
- Почётный профессор Национальной консерватории Мексики (Conservatorio Nacional de Música de México, 1960)[25]
- Почётный член Университета Мичоакана де Сан Николас де Идальго (Universidad Michoacana de San Nicolás de Hidalgo, 1960)

## Международный конкурс имени Арама Хачатуряна
Международный конкурс имени Арама Хачатуряна проводится в Ереване с 6 по 14 июня ежегодно, начиная с 2003 года. Впервые проект был реализован в рамках мероприятий, посвящённых 100-летию со дня рождения композитора. Конкурс направлен на выявление талантливых молодых музыкантов по трём специальностям — «фортепиано», «скрипка» и «виолончель».
За десять лет в состав жюри входили Григорий Жислин (Великобритания), Жан Тер-Меркерян (Франция), Захар Брон (Германия), Владимир Ландсман (Канада), Джаспер Перрот (Великобритания), Чун Пан (Китай), Борис Кушнир (Австрия), Сергей Кравченко (Россия), Люси Ишханян (США), Александр Соколов (Россия), Светлана Навасардян (Армения) и многие другие.
С 2007 года официальным оркестром конкурса является Государственный молодёжный оркестр Армении.
Конкурс является членом Всемирной федерации международных музыкальных конкурсов (WFIMC).

## Список произведений

### Балеты
- «Счастье» (1939)
- «Гаянэ» (1942, вторая редакция — 1952)
- «Спартак» (1956, вторая редакция — 1958, третья — 1962, четвёртая — 1968)
- «Маскарад» (1982, на музыку Арама Хачатуряна, музыкальная композиция и редакция Эдгара Оганесяна)

### Оркестровые сочинения
- Танцевальная сюита (1933)
- Симфония № 1 (1934)
- Сюита из музыки к комедии «Валенсианская вдова» Л. де Веги (1940)
- Сюита № 1 из музыки к балету «Гаянэ» (1943)[32]
- Сюита № 2 из музыки к балету «Гаянэ» (1943)
- Сюита № 3 из музыки к балету «Гаянэ» (1943)
- Симфония № 2 «Симфония с колоколом» (1943, вторая редакция — 1944)
- Сюита из музыки к пьесе «Маскарад» М. Ю. Лермонтова (1944)[33]
- «Русская фантазия» (1944)
- Симфония № 3 «Симфония-поэма» (1947)
- «Ода памяти Ленина» (1948)
- Сюита из музыки к фильму «Сталинградская битва» (1950)
- «Торжественная поэма» (1950)
- Сюита № 1 из балета «Спартак» (1955)
- Сюита № 2 из балета «Спартак» (1955)
- Сюита № 3 из балета «Спартак» (1955)
- Сюита № 4 из балета «Спартак» (1967)
- Симфонические картины из балета «Спартак» (1955)
- «Приветственная увертюра» (1958)
- Сюита из музыки к пьесе «Лермонтов» Б. А. Лавренёва (1959)

### Концерты
- Концерт для фортепиано с оркестром (1936)
- Концерт для скрипки с оркестром (1940)
- Концерт для виолончели с оркестром (1946)
- Концерт-рапсодия для скрипки с оркестром (1961)
- Концерт-рапсодия для виолончели с оркестром (1963)
- Концерт-рапсодия для фортепиано с оркестром (1968)

### Вокальная и хоровая музыка
- «Поэма о Сталине (Песня ашуга)» для смешанного хора и оркестра (1938)
- Государственный гимн Армянской ССР для смешанного хора и оркестра (1944)
- Три концертные арии для сопрано и оркестра (1946)
- «Ода радости» для меццо-сопрано, смешанного хора, ансамбля скрипачей, десяти арф и оркестра (1956)
- «Баллада о Родине» для баса и оркестра (1961)

### Камерные ансамбли и сольная инструментальная музыка
- «Элегия» для виолончели и фортепиано (1925)
- «Песня странствующего ашуга» для виолончели и фортепиано (1925)
- Танец для скрипки и фортепиано (1926)
- Пьеса для виолончели и фортепиано (1926)
- Сон (1927)
- «Пантомима» для гобоя и фортепиано (1927)
- Аллегретто для скрипки и фортепиано (1929)
- «Песня-поэма (в честь ашугов)» для скрипки и фортепиано (1929)
- Квартет для двух скрипок, альта и виолончели (1931)
- Соната для скрипки и фортепиано (1932)
- Массовый танец для баяна (1932)
- Трио для кларнета (B), скрипки и фортепиано (1932)
- Ноктюрн для скрипки и фортепиано (1941, из музыки к пьесе «Маскарад» М. Ю. Лермонтова)
- Концерт для скрипки с оркестром в переложении автора для скрипки и фортепиано	(1941)
- Соната-фантазия для виолончели соло (1974)
- Соната-монолог для скрипки соло (1975)
- Соната-песня для альта соло (1976)

### Сочинения для фортепиано
- Поэма (1927)
- Поэма (1930)
- Андантино (1926)
- Вальс-этюд (1926)
- Детский альбом, часть первая (1926—1947)
- Вариации на тему «Сольвейг» (1928)
- Семь речитативов и фуг (1928—1966)
- Сюита: 1. Токката. 2. Вальс-каприс. 3. Танец (1932)
- Танец № 3 (1933)
- Марш № 3 (1934)
- Будёновка (массовый танец)
- Хореографический вальс (1944)
- Три пьесы: 1. Остинато. 2. Романс. 3. Фантастический вальс (1945)
- Вальс (1952, из музыки к пьесе «Маскарад» М. Ю. Лермонтова)
- Сонатина (1959)
- Соната (1961)
- Детский альбом, часть вторая (1965)

### Сочинения для духового оркестра
- Походный марш № 1 (1929)
- Походный марш № 2 (1930)
- Плясовая (на тему армянской песни) (1932)
- Марш № 3 (Узбекский марш) (1932)
- Танец (на тему армянской песни) (1932)
- «Героям Отечественной войны» (Марш) (1942)
- Марш Московской Краснознамённой милиции (1973)

### Вокальные произведения
- «Армянская застольная» (1948)
- «Авиамарш»
- «Аю-Даг»
- «Ах, где она?». Песня (на армянском языке) (1957)
- «Баллада о Родине» (1961)
- «Будь готов»
- «В бой, камарадос» (1936)
- «В завидное время, друзья, мы живём…»
- «Вальс дружбы» (1951)
- «Вам, арабские друзья» (1964)
- «Весенний карнавал» (1956)
- «Встреча с поэтом» (1948)
- «Гвардейский марш» (1942)
- «Дети Ленина»	(1935)
- «Джавуз идим» (1931)
- «Дифирамб» (1946)
- «Дочери Ирана» (1939)
- «Жду тебя» (1943)
- «Заводская-станковая»
- «Завтра в школу» (1933)
- «Игровая» (1931)
- «Капитан Гастелло» (1941)
- «Ковёр счастья» (1950)
- «Комсомолец» (1931)
- «Комсомолец и комсомолка» (1931)
- «Комсомольская песня»	(1948)
- «Комсомольская-шахтерская» (1931)
- Корейская партизанская песня (1952)
- «Краснофлотский марш»	(1933)
- «Легенда»	(1946)
- «Марш мира» (1962)
- «Могучий Урал» (1942)
- «Море Балтийское» (1941)
- «Моя Родина» (1950)
- «Музыкальный памфлет»	(1951)
- «Мы победим!»	(1939)
- «На бульваре Гоголя» (1935)
- «На нашем лугу» (1931)
- «Нам сегодня весело» (1963)
- «Начал колос колоситься» (1932)
- «Наше будущее» (1931)
- «Новая песня»	(1931)
- «О чём мечтают дети» (слова В. Винникова, 1949)
- «О чём мечтают дети» (слова П. Градова, 1949)
- «Патриотическая песня»
- «Песня защитниц мира»	(1951)
- «Песня» (1952)
- Песня Зульфии (из к/ф «Сад», 1939)
- «Песня о девушке»	(1950)
- «Песня о дружбе народов» (1968)
- «Песня о Ереване» (1948)
- «Песня о Красной Армии» (совместно с Д. Шостаковичем, 1943)
- «Песня о пограничнике» (1938)
- «Песня про иву» (из к/ф «Отелло»,	1956)
- «Песня Пэпо» (из к/ф «Пэпо», 1934)
- «Песня сердца» (1949)
- «Песня русских матросов» (из к/ф «Корабли штурмуют бастионы», 1953)
- «Песня Черноморского флота» («Краснофлотская») (1931)
- «Пионерка Оля» (1933)
- «Пионерский барабан» (1933)
- «Под дождём» (1937)
- «Полевая песня» (1931)
- «Походная красноармейская песня ударника обороны…» (1932)
- «Походная песня» (1953)
- «Поэма» (1946)
- «Присяга миру» (1950)
- Романс Нины (из драмы М. Лермонтова «Маскарад») (1941)
- «Сад мой любимый» (Сл. В. Лебедева-Кумача)
- «Сатирическая» (1932)
- «Свет любимых глаз» (1962)
- «Слава нашей Отчизне!» (1943)
- «Самолёт»
- «Товарищ Гасан» (1931)
- «Третий заём»
- «Уралочка» (1943)
- «Уральцы бьются здорово» (1942)

### Музыка к театральным постановкам
- «Разорённый очаг» и «Хатабала» Г. Сундукяна, «Восточный дантист» и «Багдасар ахпар» («Дядюшка Багдасар») А. Пароняна (все — в 1927—1935, Драматическая студия при Доме культуры Армянской ССР, Москва)
- «Дело чести» И. Микитенко (совм. с H. H. Рахмановым, 1931, МХАТ 2-й)
- «Макбет» У. Шекспира (1933, Театр им. Г. Сундукяна, Ереван)
- «Большой день» В. Киршона (1937, Центральный театр Красной Армии, Москва)
- «Баку» Н. Никитина (совм. с А. Я. Пейсиным, 1937, Ленинградская театр-студия под руководством С. Э. Радлова)
- «Валенсианская вдова» Л. де Веги (1940, Московский театр им. Ленинского комсомола)
- «Маскарад» М. Ю. Лермонтова (21 июня 1941, Театр им. Е. Вахтангова, Москва)
- «Кремлёвские куранты» Н. Погодина (1942, МХАТ)
- «Глубокая разведка» А. Крона (1943, МХАТ)
- «Последний день» В. Шкваркина (1945, Театр им. Е. Вахтангова)
- «Южный узел» А. Первенцева (1947, Центральный театр Советской Армии, Москва)
- «Сказка о правде» М. Алигер (совм. с Н. Макаровой, 1947, там же)
- «Илья Головин» С. Михалкова (1949, МХАТ)
- «Весенний поток» Ю. Чепурина (совм. с Н. Макаровой, 1953, Центральный театр Советской Армии, Москва)
- «Ангел-хранитель из Небраски» А. Якобсона (1953, МХАТ)
- «Лермонтов» Б. Лавренёва (1954, там же)
- «Макбет» У. Шекспира (1955, Малый театр, Москва)
- «Король Лир» У. Шекспира (1958, Театр им. Моссовета)

### О вальсе к драме Лермонтова «Маскарад»
«Мне глубоко запали в душу слова Лермонтова, вложенные им в уста Нины, когда, вернувшись с рокового бала, она вспоминает:
Как новый вальс хорош! в каком-то упоеньи Кружилася быстрей — и чудное стремленье Меня и мысль мою невольно мчало вдаль, И сердце сжалося: не то, чтобы печаль, Не то, чтоб радость…
Признаться, именно Вальс доставил мне больше всего хлопот при сочинении музыки к „Маскараду“. Я бесконечно повторял лермонтовские слова и не мог найти темы, которая была бы, по собственному моему представлению, и „новой“, и „хорошей“, иными словами, достойной… Я буквально потерял покой, едва ли не бредил вальсом.
В то время я позировал для портрета художнице Евгении Владимировне Пастернак. И вот в один из сеансов я неожиданно „услышал“ тему, ставшую второй темой будущего моего Вальса. Могу ли я объяснить, как она родилась во мне? Вряд ли…» (А. И. Хачатурян)
«Вальс» и «Танец с саблями» неизменно входят в перечни наиболее исполняемых произведений не только симфонической, но и эстрадной музыки.

### Фильмография
- 1935 — Пэпо
- 1938 — Зангезур
- 1939 — Сад
- 1940 — Салават Юлаев
- 1941 — Армянский киноконцерт (короткометражный)
- 1944 — Человек № 217
- 1947 — Русский вопрос
- 1947 — Свет над Россией
- 1948—1949 — Сталинградская битва
- 1949 — У них есть Родина
- 1949 — Владимир Ильич Ленин (документальный)
- 1950 — Первые крылья (документальный)
- 1950 — Секретная миссия
- 1953 — Адмирал Ушаков
- 1953 — Корабли штурмуют бастионы
- 1953 — Великое прощание (документальный)
- 1953 — Сеанс гипноза (короткометражный)
- 1955 — Костёр бессмертия
- 1955 — Отелло
- 1955 — Салтанат
- 1957 — Поединок
- 1957 — Страницы рассказа — автор исп. музыки
- 1961 — Голубая лампа (документальный)
- 1962 — Люди и звери (совм. с П. Чекаловым)
- 1962 — Набат мира (документальный)
- 1968—1971 — Люди на Ниле (СССР, Египет)
- 1975 — Спартак (фильм-балет)
- 1980 — Гаянэ (фильм-балет)
- 1985 — Маскарад (фильм-балет)
- 1988 — Валенсианская вдова (фильм-балет)
- 2002 — Рождество (Армения, короткометражный)
- 2006 — Осеннее солнце (Армения, короткометражный) (совм. с Ю. Саядяном)
- 2014 — Маскарад (фильм-спектакль) (совм. с Ф. Латенасом)

Архивные кадры
- 1964 — Композитор Арам Хачатурян (документальный)
- 1979 — Арам Хачатурян (документальный)
- 1983 — Арам Хачатурян (документальный)
- 2005 — Шпаликов: Людей теряют только раз… (документальный)
- 2006 — Арам Хачатурян (из цикла передач телеканала ДТВ «Как уходили кумиры») (документальный)
- 2006 — Прерванное танго. Пахомова и Горшков (документальный)
- 2010 — Андрей Эшпай: воплощение музыки (цикл передач «Документальная камера» телеканала «Культура») (документальный)

## Память

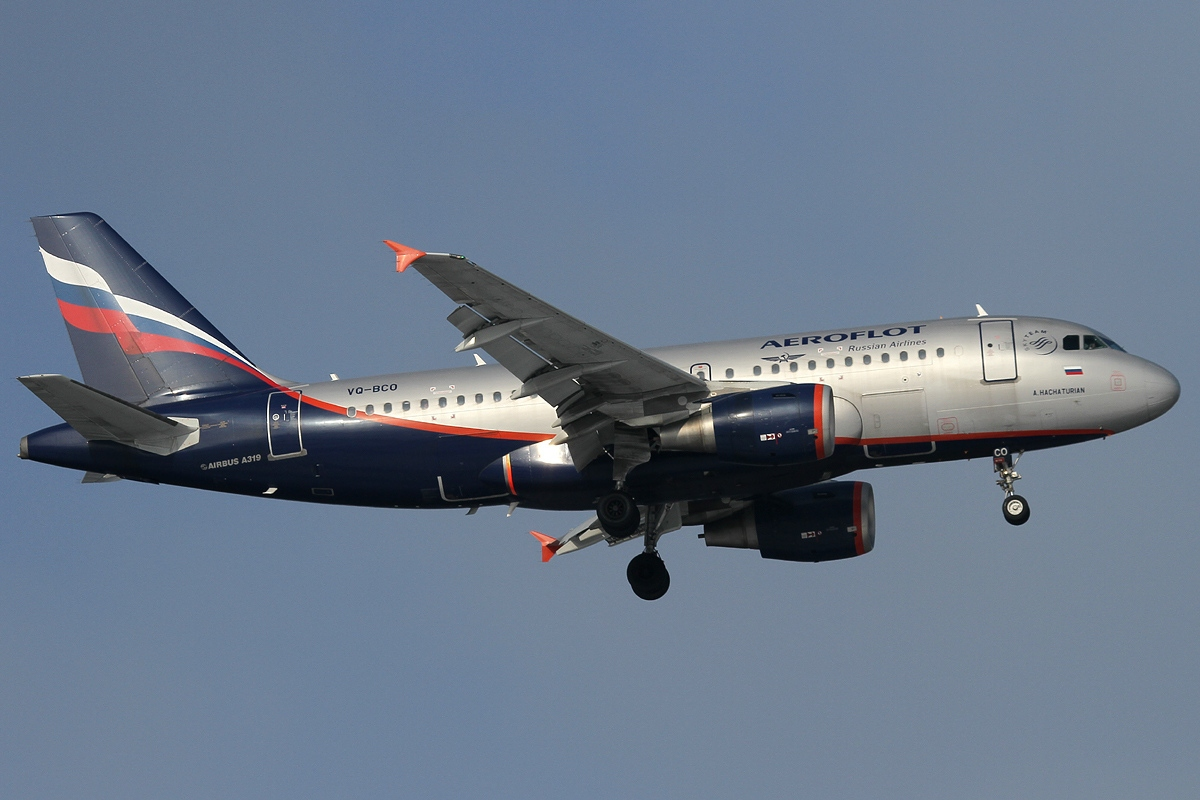
Airbus A319 «А. Хачатурян»

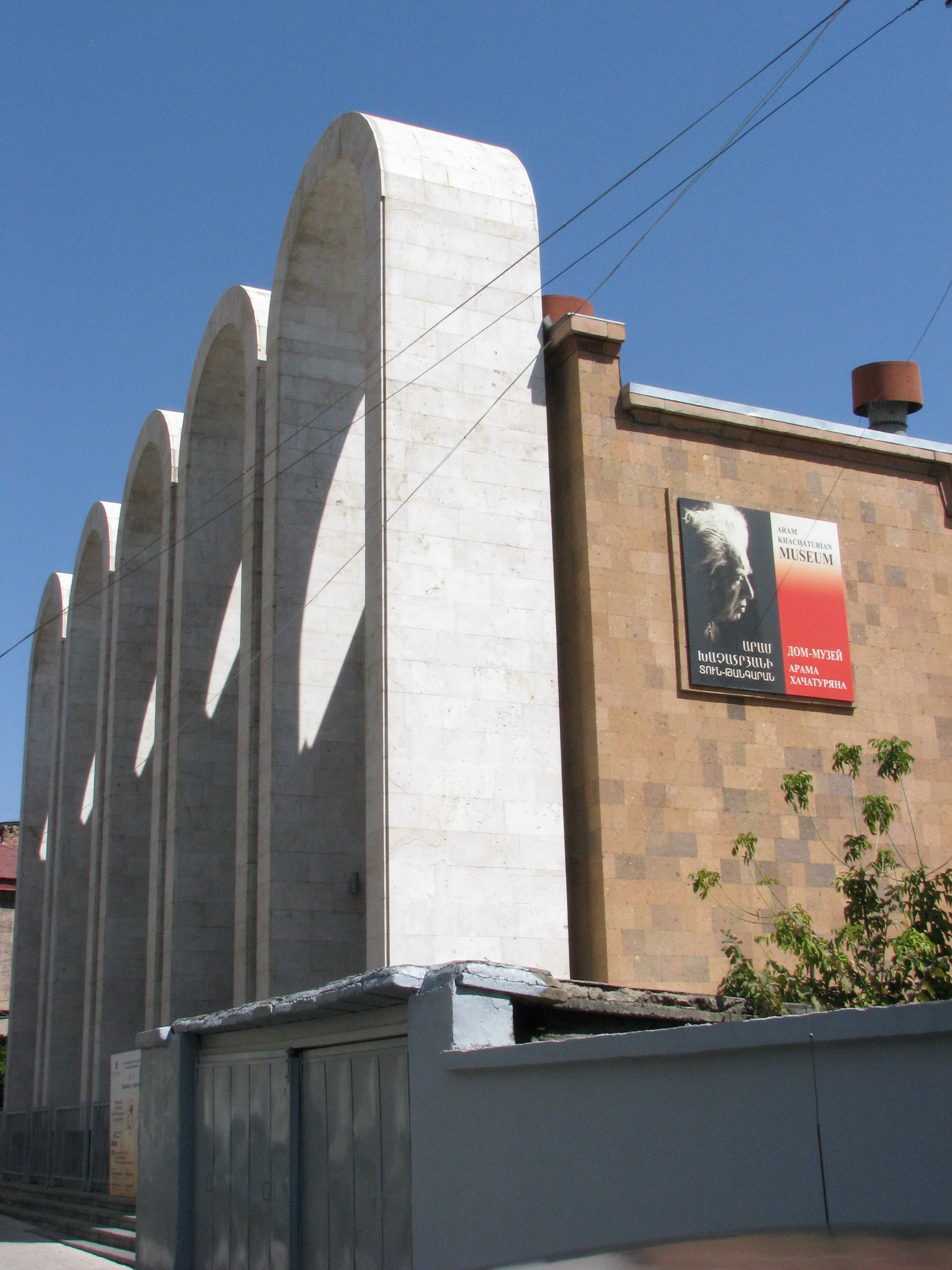
Дом-музей Хачатуряна в Ереване

Музыка композитора использована во многих фильмах. Среди них — «2001: Космическая одиссея» С. Кубрика, «Один, два, три» Б. Уайлдера, «Калигула» Т. Брасса, «Подручный Хадсакера» братьев Коэн, «Покаяние» Т. Абуладзе, «Игры патриотов» и «Прямая и явная угроза» Ф. Нойса, «Чужие» Дж. Кэмэрона,
«Олдбой» южнокорейского режиссёра Чхан Ук Пака, британский телесериал «Линия Онедина» (1971—1980).
Произведения Хачатуряна опубликованы в посмертно изданном в Москве многотомном собрании его сочинений.
- В 1978 году имя композитора было присвоено Большому залу филармонии Еревана.
- Имя композитора носят улицы в Москве, Ереване, Симферополе, Астане.
- 31 октября 2006 года в Москве (Брюсов переулок, 8/10) открыт памятник Араму Хачатуряну, на здании установлена мемориальная доска. Скульптор Г. Франгулян и архитектор И. Воскресенский запечатлели маэстро в минуты творческого вдохновения в окружении музыкальных инструментов. В церемонии открытия участвовали президент Армении Роберт Кочарян, мэр Москвы Юрий Лужков и бывшая супруга российского президента Людмила Путина.
- 6 июня 1999 года памятник (автор — Юрий Петросян) композитору (ко дню рождения А. Хачатуряна) установлен и в центре Еревана перед Большим концертным залом, названным именем композитора.
- В центре Еревана на улице Заробяна открыт в 2016 году Дом-музей А. И. Хачатуряна[37] (с концертным залом). В последние десять лет его директором является пианистка-профессор Армине Романовна Григорян.
- 2 февраля 2017 года в Московской консерватории был открыт бюст композитору работы скульптора Микаэла Согояна[38], а также имя Арама Хачатуряна занесено на мраморную доску лучших выпускников музыкального вуза.
- 6 июня 2017 года в большом зале Ереванской Государственный филармонии был торжественно открыт бронзовый бюст композитора. Автором выступил заслуженный художник Микаэль Согоян[39].
- В Нижнем Новгороде 26 февраля 2015 года имя композитора было присвоено 18-й детской школе искусств Автозаводского района[40]; в августе 2021 года на территории школы открыли памятник Хачатуряну работы скульптора Микаэла Согояна[41].
- Именем композитора назван самолёт авиакомпании «Аэрофлот» Airbus A319-112 (бортовой номер VQ-BCO)[42][43].
- Портрет композитора запечатлён на банкноте номиналом 50 армянских драмов образца 1998 года.
- в 2019 вышел байопик о Хачатуряне «Танец с саблями» (режиссёр Юсуп Разыков)
- В Адлере открыли выставку в честь 120 лет со дня рождения Арама Хачатуряна

В честь композитора выпущены почтовые марки:

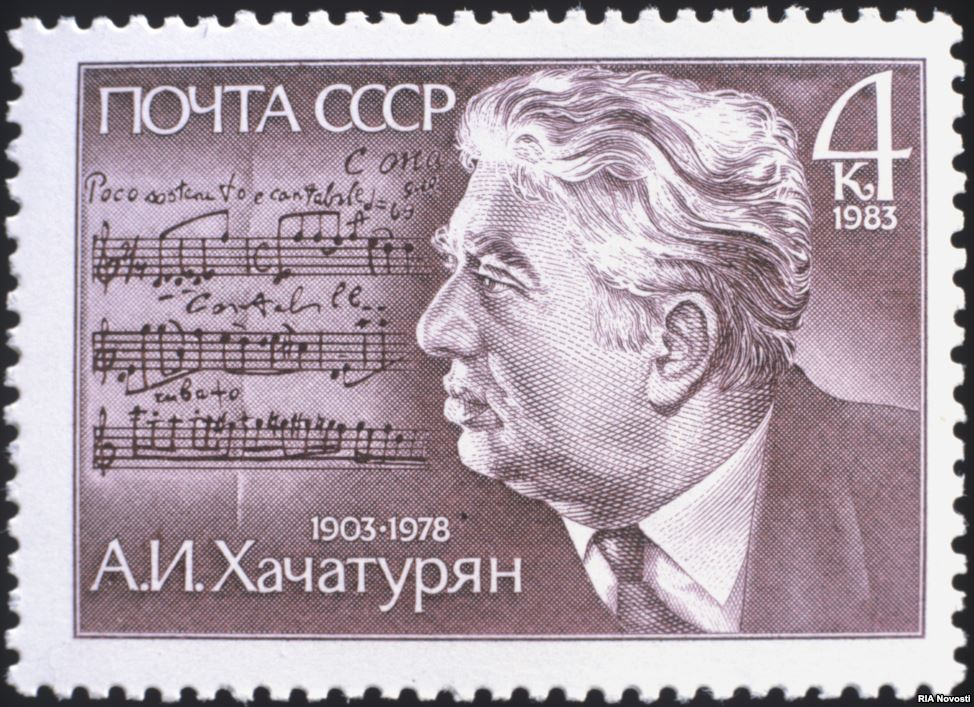
Почтовая марка СССР, 1983 год
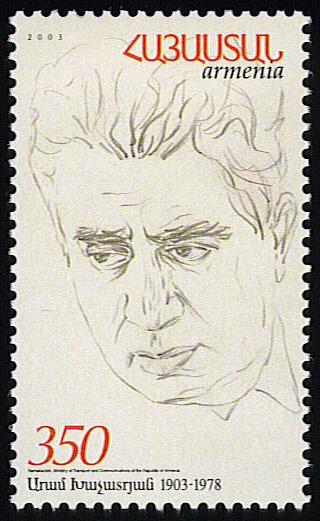
Почтовая марка Армении, 2003 год
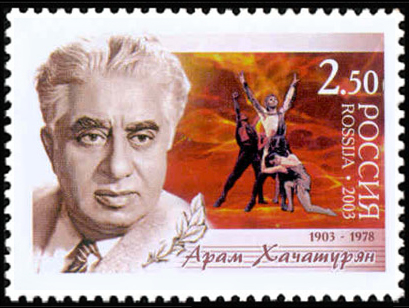
Почтовая марка России, 2003 год
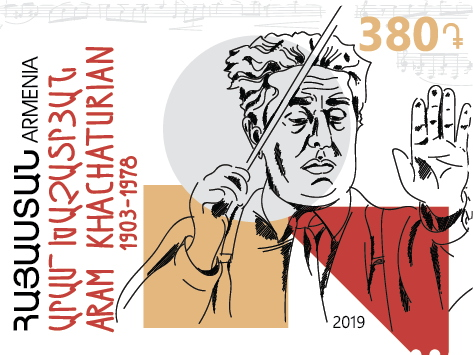
Почтовая марка Армении, 2019 год
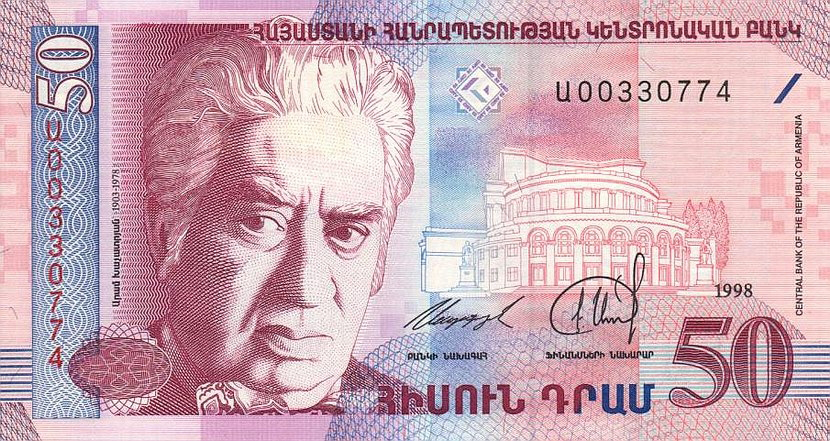
Банкнота номиналом 50 драмов (1998)